# Condado de Merrimack
O Condado de Merrimack (em inglês:  Merrimack County) é um dos 10 condados do estado norte-americano de Nova Hampshire. A sede e maior cidade do condado é Concord. Foi fundado em 1823 e o seu nome provém do rio Merrimack.
O condado possui uma área de 2 477 km², dos quais 2 419 km² estão cobertos por terra e 58 km² por água, uma população de 146 445 habitantes, e uma densidade populacional de 60,5 hab/km² (segundo o censo nacional de 2010). É o terceiro condado mais populoso de Nova Hampshire.